# Маклев, Ури
Ури Маклев (ивр. אורי מקלב‎; Исраэль Меир Ури Маклев — ивр. ישראל מאיר אורי מקלב‎; род. 10 января 1957 года, Бней-Брак, Израиль) — израильский политик, депутат кнессета (17—23 созывы) от партии «Яхадут ха-Тора» (Дегель ха-Тора).

## Биография
Ури Маклев родился 10 января 1957 года в Бней-Браке. Обучался в иешивах «Голос Торы» и «Поневеж». Имеет высшее религиозное образование, имеет звание раввина и право работать религиозным судьёй. Маклев женат, имеет пятерых детей, владеет ивритом и идишем, проживает в Иерусалиме.
31 июля 2008 года он стал депутатом кнессета, от фракции «Яхадут ха-Тора» (Дегель ха-Тора). В кнессете 17-го созыва Маклев был членом нескольких комиссий, в том числе комиссии по экономике, комиссии по науке и технологии, комиссии по делам иностранных рабочих и комиссии по обращениям граждан.
В кнессете 18-го созыва занимал должность председателя комиссии по обращениям граждан, позже уступил эту должность Давиду Азулаю. Членствовал в комиссии по иностранным делам и безопасности, комиссии по внутренним делам и защите окружающей среды и в законодательной комиссии.
24 июня 2010 года депутаты кнессета Моше Гафни и Ури Маклев подверглись нападению членов радикальной еврейской группы «Нетурей Карта», которые начали закидывать парламентариев камнями, за «сотрудничество с сионистским режимом».